# Jon Galster
Jon Galster (26. september 1915 – 3. januar 1992) var en dansk historiker og jurist. Han blev cand.mag. i historie og fransk fra Aarhus Universitet i 1941 og cand.jur. i 1954. 
Galster var en tid gymnasielærer ved Sorø Akademi. Han blev i slutningen af 1950'erne kendt for sine beskyldninger mod Ministeriet Stauning-Munchs socialdemokratiske regering. Beskyldningerne gik ud på, at P. Munch (R) havde forhandlet Danmarks kapitulation allerede tre uger før 9. april 1940 ved det såkaldte Rostockmøde.
Hans beskyldninger var primært rettet mod Stauning og Munch, men han anklagede også en lang række embedsmænd og forsvarsminister Alsing Andersen for højforræderi. Beskyldningerne førte til et retsopgør, hvor han i 1958 blev idømt fire måneders fængsel for injurier, hvilket forhøjedes til otte måneder ved landsretten.

## Forfatterskab
Galster udgav i 1990 bogen 9. april – en sand myte, der redegør for hans teorier, som dog ikke anerkendes af besættelsestidens øvrige historikere.
Desuden har han skrevet bøger om Danmarks oldtids historie, Guldhornenes tale: Danmarks riges ældste historie fra jætten Find til Svend Estridsen under pseudonymet Dan Hemming, Dansk Historisk Håndbogsforlag, 1979, og Helleristningernes tale ... i Norden og Amerika, Dansk Historisk Håndbogsforlag, 1987.

## Familie
Han var søn af Kjeld Galster (1885-1960), der var rektor for Aalborg Katedralskole 1936-1955 og Asta Galster, født Klinge (1887-1973). Museumsinspektør Georg Galster var hans grandonkel.